# 岩船郵便局 (新潟県)
岩船郵便局（いわふねゆうびんきょく）は、新潟県村上市にある郵便局。
かつては集配郵便局であったが、現在は無集配郵便局となっている。

## 概要
住所：〒958-0051 新潟県村上市岩船上町4-24

## 沿革
- 1872年（明治5年）旧9月 - 岩船郵便取扱所として開局[1]。
- 1873年（明治6年）5月1日 - 廃止[1]。
- 1875年（明治8年）1月2日 - 五等郵便局の岩船郵便局として開局[1]。
- 1885年（明治18年）10月1日 - 貯金預所開設[2]。
- 1886年（明治19年）4月26日 - 三等郵便局となる[3]。
- 1890年（明治23年）12月16日 -  郵便為替事務開始、但し小為替振出事務は取り扱わず[4]。
- 1892年（明治25年）7月1日 - 小為替振出事務開始[5]。
- 1896年（明治29年）11月16日 - 小包郵便取扱開始[6]。
- 1899年（明治32年）4月1日 - 電信為替事務開始[7]。
- 1900年（明治33年）3月16日 - 三等郵便電信局とし、岩船郵便電信局に改称[8]。
- 1903年（明治36年）4月1日 - 通信官署官制の施行に伴い岩船郵便局（三等）となる[9]。
- 1911年（明治44年）10月6日 - 電話通話事務開始[10]。
- 1912年（大正元年）8月1日 - 集配区内に粟島郵便局（三等、無集配）開局[11]。
- 1914年（大正3年）11月1日 - 村上線（現羽越本線）中条-村上間開通に伴い鉄道郵便線路開通、その受渡局となる[12]。
- 1915年（大正4年）
  - 7月21日 - 特設電話加入申請受理開始[13]。
  - 12月26日 - 電話交換業務開始、併せて託送電報も取扱う[14]。
- 1949年（昭和24年）10月25日 - 郵便区内に西神納簡易郵便局開局[15]。
- 1968年（昭和43年）10月26日 - 電話交換及び和文電報配達廃止、村上電報電話局に移管[16]。
- 1986年（昭和61年）
  - 10月12日 - 西神納簡易郵便局廃止、岩船郵便局が事務継承[17]。
  - 10月27日 - 集配業務を村上郵便局と神林郵便局に移管、無集配局となる[18]。
- 2003年（平成15年）10月14日 - 村上市岩船下大町5-5から村上市岩船上町4-24に移転[19]。

## 周辺
- 村上市立岩船小学校
- 第四北越銀行岩船支店
- 住吉神社